# Geografia di Capo Verde

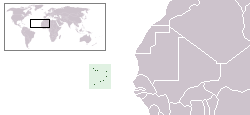
Posizione di Capo Verde.

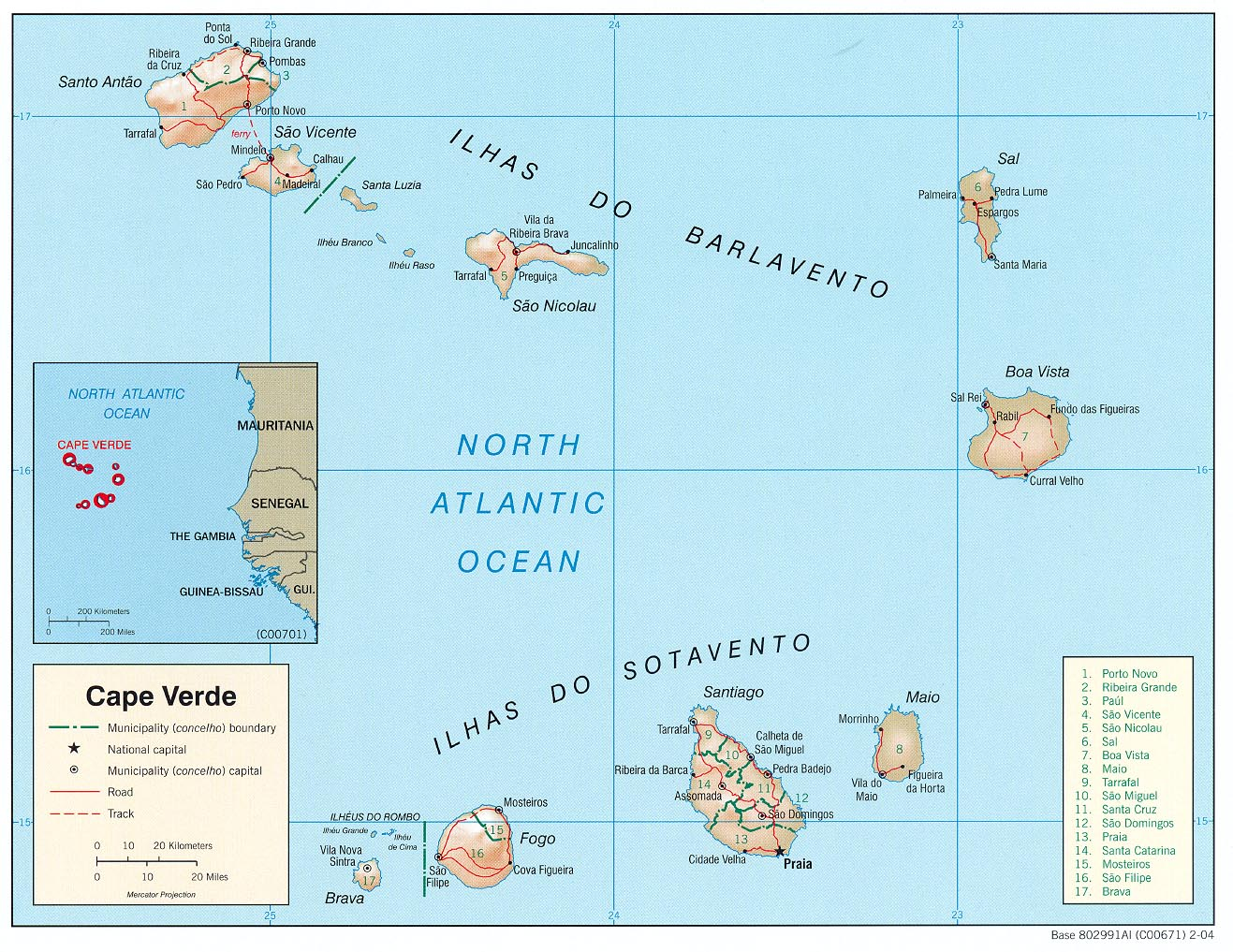
Arcipelago di Capo Verde.

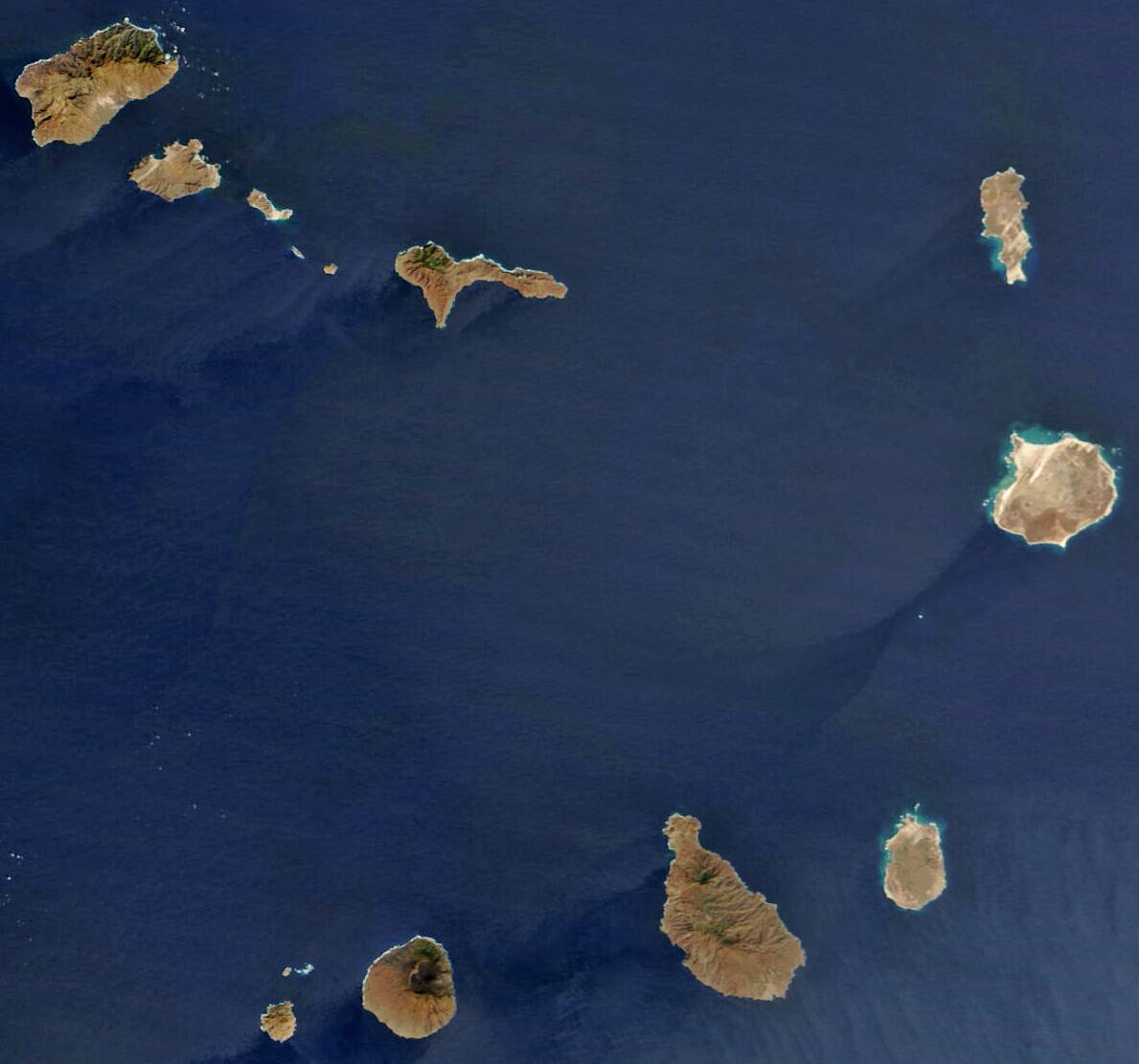
Vista dal satellite.

L'arcipelago di Capo Verde si trova nell'Oceano Atlantico, al largo della costa occidentale dell'Africa, continente di cui fa parte. Si contano dieci isole maggiori e cinque minori, suddivise in due gruppi: le Ilhas do Barlavento ("isole sopravvento") a nord e le Ilhas do Sotavento ("isole sottovento") a sud. A queste si aggiungono un certo numero di isolotti di piccole dimensioni.
Il gruppo delle Barlavento è composto di sei isole: quattro a ovest, più fertili (Santo Antão, São Vicente, Santa Luzia e São Nicolau) e due a est, desertiche (Sal e Boa Vista). Le Sotavento sono Maio, Santiago, Fogo e Brava. Sempre alle Sotavento appartiene un arcipelago di isolotti chiamato Ilhéus Secos.
L'unica isola disabitata è Santa Luzia. Tre delle isole – Sal, Boa Vista e Maio – sono pianeggianti e prive di qualsiasi altura. Mancano inoltre di fonti naturali di acqua potabile. Sulle isole Santiago, Fogo, Santo Antão e São Nicolau si incontrano rilievi con cime da 1.280 m, sino al punto più alto dell'arcipelago, il vulcano Fogo, situato sull'isola omonima (2829 m).
La pioggia è erratica e i periodi di siccità, anche prolungata, piuttosto frequenti. A Praia, la capitale, la precipitazione media annua si attesta sui 240 mm. I forti venti che portano sabbia dal Sahel e dal Sahara, insieme alle precipitazioni limitate, impediscono la crescita di una vegetazione folta, e al contempo causano l'erosione di rocce e terreno. Di conseguenza, si trova vegetazione solo nelle zone più protette delle valli.
L'arcipelago si trova all'interno dell'area dove si formano i cicloni tropicali che nello spostarsi verso ovest possono diventare molto violenti.
Area
- Totale: 4.033 km²
- Terra: 4.033 km²
- Acque: 0 km²

Costa
965 km
Clima
Temperato, con estati calde e secche, piogge rare.
Terreno
Vulcanico, sassoso, con strapiombi sul mare.
Elevazioni
- Punto più alto: Monte Fogo, 2.829 m.

Risorse naturali
Sale, basalti, pozzolana, caolino, pesce.
Uso del terreno
- agricolo: 11%
- Pascoli: 6%

Pericoli naturali
Siccità, attività sismica.
Ambiente
I terreni sono sottoposti a stress dai pascoli troppo sfruttati, all'erosione naturale si aggiunge quella provocata dalle colture messe a dimora sui terreni in pendenza, con perdita eccessiva di terreno ed esposizione dei fianchi delle colline all'azione del vento. Il mare, un tempo pescoso, si è impoverito a causa dell'eccessivo uso di tecniche di pesca industriali, e della mancata applicazione di periodi di riposo per il ripopolamento delle acque.